# 챔피언 반지

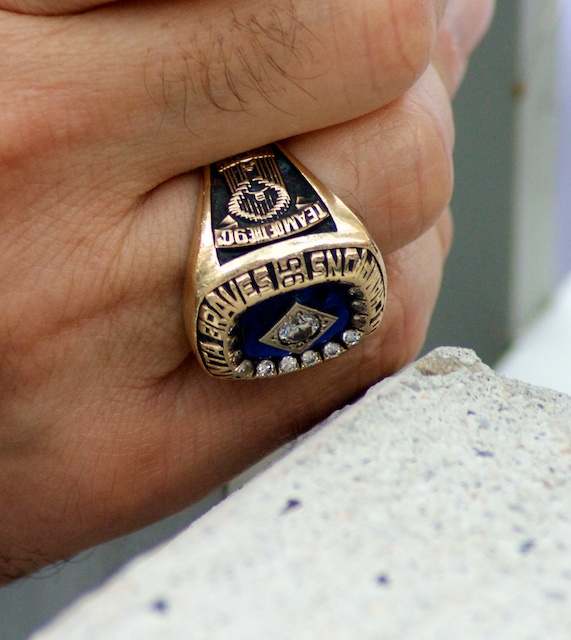

챔피언 반지는 MLB, NFL, NBA 등 미국 메이저 스포츠 및 NCAA 등 대학 스포츠에서 포스트 시즌 우승을 차지한 구단이 기념으로 제작하는 반지이다.